# Кубок світу з біатлону 2020—2021 — етап 4
Четвертий етап Кубка світу з біатлону 2020—21 відбувався в Гохфільцені, Австрія, з 17 по 20 грудня 2020 року. До програми етапу було включено 6 гонок: спринтерські гонки та гонки переслідування та гонки із масовим стартом серед чоловіків і жінок.

## Переможці та призери

### Чоловіки
| Гонка:                       | Золото:                       | Час               | Срібло:                  | Час               | Бронза:                      | Час               |
| Спринт 10 км                 | Стурла Гольм Легрейд Норвегія | 23:04.9 (0+0)     | Йоганнес Дале Норвегія   | 23:12.8 (0+0)     | Йоганнес Тінгнес Бо Норвегія | 23:24.8 (2+0)     |
| Гонка переслідування 12,5 км | Стурла Гольм Легрейд Норвегія | 31:14.9 (0+0+1+0) | Емільєн Жаклен Франція   | 31:23.4 (0+0+0+0) | Йоганнес Тінгнес Бо Норвегія | 31:23.8 (2+0+1+0) |
| Мас-старт 15 км              | Арнд Пайффер Німеччина        | 35:53.3 (0+0+0+0) | Мартін Понсілуома Швеція | 35:54.6 (1+0+0+0) | Тар'єй Бо Норвегія           | 36:02.6 (0+0+1+0) |

### Жінки
| Гонка:               | Золото:                         | Час               | Срібло:                             | Час               | Бронза:                         | Час               |
| Спринт 7,5 км        | Тіріль Екгофф Норвегія          | 19:38.0 (1+0)     | Інгрід-Ланнмарк Тандреволл Норвегія | 19:45.6 (0+0)     | Марте Ольсбу-Рейселанн Норвегія | 20:02.6 (1+0)     |
| Переслідування 10 км | Тіріль Екгофф Норвегія          | 28:24.8 (0+1+0+0) | Ганна Еберг Швеція                  | 28:47.3 (1+0+1+0) | Ельвіра Карін Еберг Швеція      | 28:52.4 (1+0+0+1) |
| Мас-старт 12,5 км    | Марте Ольсбу-Рейселанн Норвегія | 34:05.4 (0+1+0+0) | Тіріль Екгофф Норвегія              | 34:19.4 (0+0+1+0) | Доротея Вірер Італія            | 34:32.3 (0+0+1+0) |